# Fingerpick

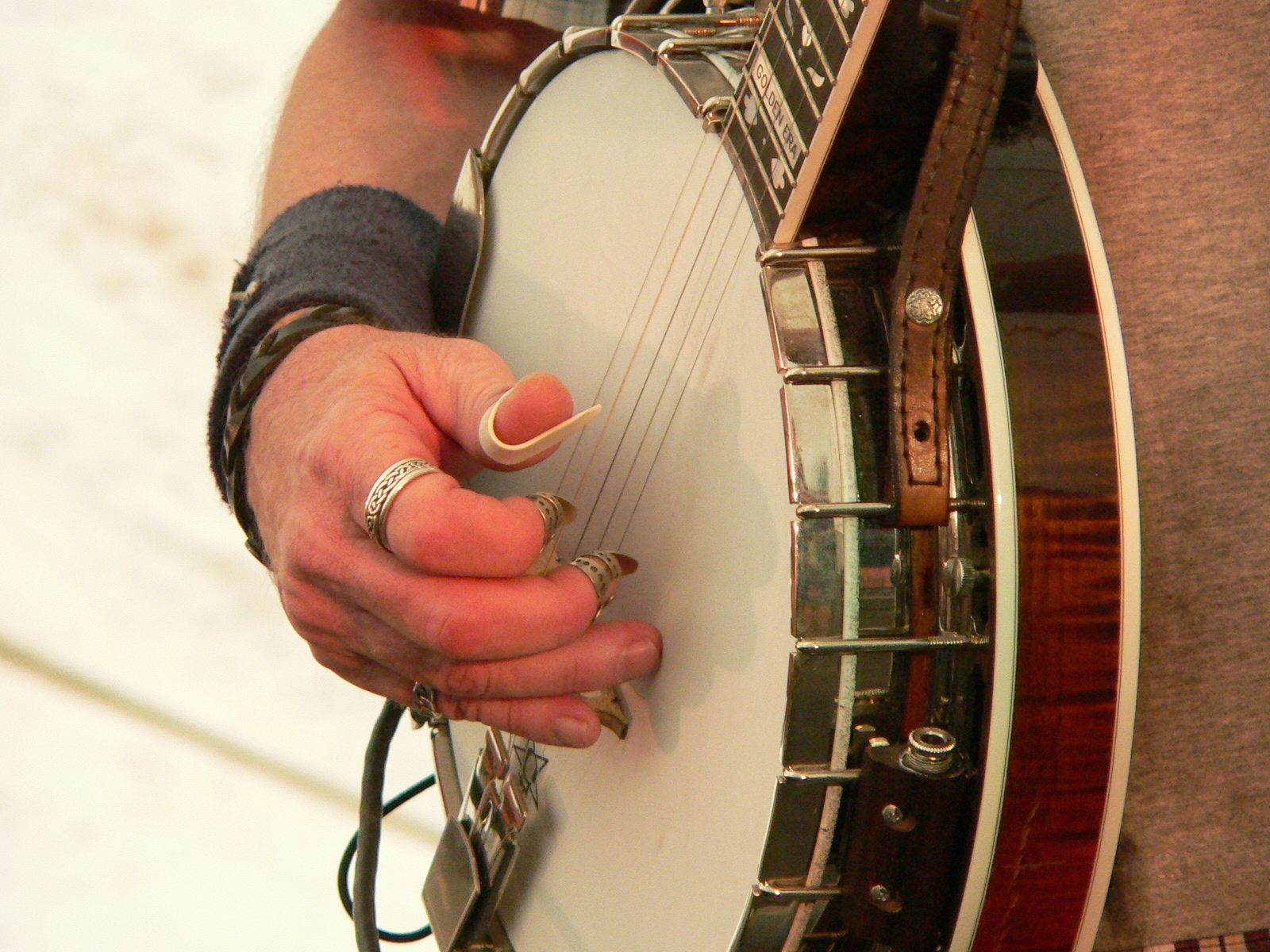
Un banjoista che indossa i fingerpick

I fingerpick ("plettri per le dita" in inglese) sono plettri utilizzati comunemente per suonare il banjo nel bluegrass. La maggior parte di essi è fatta di metallo o di materie plastiche (comunemente celluloide o nylon). A differenza dei plettri piatti, che vengono tenuti tra il pollice e l'indice e usati uno per volta, i fingerpick si agganciano o si avvolgono attorno all'estremità delle dita (compreso il pollice), quindi una mano può pizzicare più corde contemporaneamente. Generalmente se ne usano quattro: uno per il pollice (chiamato thumbpick) e uno ciascuno per l'anulare, il medio e l'indice. Alcuni musicisti usano fingerpick in plastica, mentre altri usano quelli in metallo. I fingerpick sono disponibili in una varietà di spessori per adattarsi agli stili di esecuzione di diversi musicisti. I plettri sottili producono un suono più dolce e delicato, mentre i plettri spessi producono un suono più pesante. Ma come con i plettri standard, i thumbpick sono disponibili in stili diversi e utilizzano materiali diversi.
I fingerpick sono usati per suonare anche la chitarra folk, la steel guitar elettrica, l'autoharp, il dulcimer (quello appalachiano, però) e il dobro. Generalmente richiedono un po' di tempo per adattarsi, anche per le persone provenienti dalle tecniche fingerstyle più comuni (dita nude, con o senza unghie). Dal punto di vista del tono, sono più simili ai plettri per chitarra standard, perché offrono un suono più coerente.
Alcuni musicisti combinano un thumbpick con le dita/unghie scoperte.
I chitarristi classici, che tradizionalmente usano unghie per pizzicare le corde della chitarra, possono scegliere di utilizzare i fingerpick come alternativa alla manutenzione delle unghie.

## Galleria d'immagini

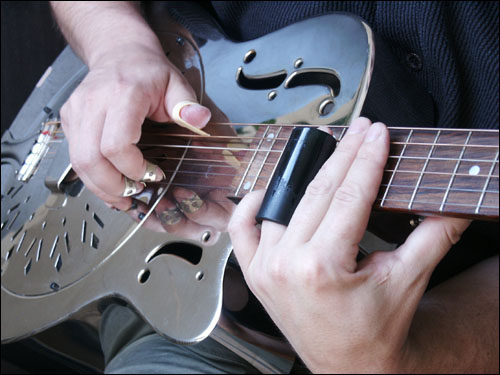
Esempio dell'uso del bottleneck e dei fingerpick su una chitarra resofonica
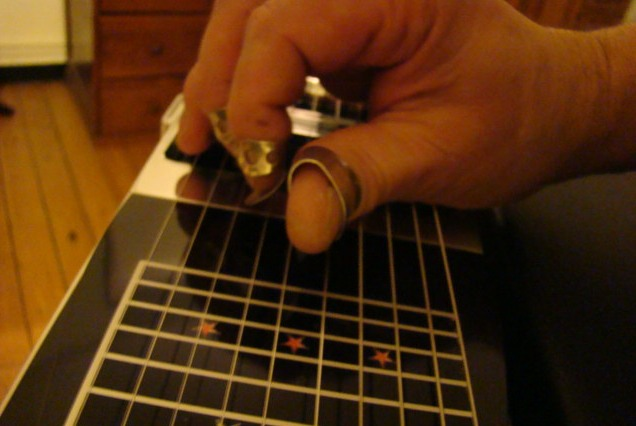
Esempio dell'uso dei fingerpick su una steel guitar elettrica